# The Famous Paparazzo
The Famous Paparazzo (en rumano, Faimosul paparazzo) es una película dramática rumana de 1999 dirigida por Nicolae Mărgineanu. Fue la presentación oficial de Rumania como Mejor Película Internacional en la 72.ª edición de los Premios de la Academia, pero no logró la nominación. También se inscribió en el 22.ª Festival Internacional de Cine de Moscú.

## Sinopsis
Gary es un "paparazzo" que tiene que tomar unas fotos de un diputado de la oposición que se rumorea tiene una relación con una menor de edad. Para lograrlo se instalará en el apartamento de una prostituta, desde donde puede vigilar al político.

## Reparto
- Marcel Iureș como Gari[2]
- Maria Ploae como Miss
- Gheorghe Dinică como Procurorul
- Valeriu Popescu como Politicianul
- Draga Olteanu-Matei como Vecina de mansardă
- Alexandru Repan como Director de ziar
- Victoria Cociaș
- Gheorghe Visu
- Mădălina Constantin
- Vlad Ivanov
- George Alexandru
- Adriana Trandafir
- Valentin Teodosiu
- Adriana Șchiopu
- Monica Ghiuță
- Tudor Manole
- Armand Calotă
- Ión Pavlescu
- Miruna Birău
- Vlad Ivanov
- George Ivașcu
- Dan Chișu
- Cerasela Iosifescu
- Șerban Pavlu
- Viorel Păunescu
- Adrian Dumitru
- Radu Stoenescu
- Constantin Bărbulescu
- Dragoș Pârvulescu
- Liviu Timuș
- Florin Anton